# Imperi Galàctic
L'Imperi Galàctic és un hipotètic règim polític totalitari que abraça diversos planetes o sistemes solars. És un tema comú en la ciència-ficció.
Molts autors de novel·les, còmics, videojocs o pel·lícules de ciència-ficció han usat un imperi galàctic com a rerefons o bé han escrit sobre el creixement o el declivi d'algun d'aquests imperis. La idea dels imperis galàctics està basada generalment en l'Imperi Romà, el model que va prendre Isaac Asimov, en la sèrie de La Fundació i que va inspirar els posteriors imperis d'escriptors i directors de cinema. Cal tenir present que Isaac Asimov va escriure posteriorment llibres sobre la història de l'imperi Romà (una primera part sobre els orígens i l'època republicana i una segona part sobre l'època imperial). Asimov va descriure detalladament com una república va passar a ser un imperi, o com va gestionar-se l'imperi amb dificultats militars i econòmiques durant el seu declivi.
El més conegut pel públic en general és probablement l'Imperi de la saga de La Guerra de les Galàxies, al seu torn derivat de la República Galàctica. Precisament el seu creador, George Lucas, va explicar que per a narrar el pas de la república a l'imperi galàctic va inspirar-se en tres casos històrics: l'imperi Romà, el Primer Imperi Francès (segle xix) i el Tercer Reich d'Alemanya (segle XX). En còmics, especialment mangues, hi ha també molts casos d'imperis galàctics. Generalment l'imperi sol ser un enemic a batre per part dels personatges que lluiten per la llibertat.